# Manuel Spinale
Manuel Spinale (Verona, 12 febbraio 1978) è un ex calciatore italiano, di ruolo centrocampista.

## Carriera
Cresce nell'Hellas Verona, nel campionato di Serie A 1996-97 viene inserito nella rosa della prima squadra, senza mai esordire. Nell'agosto '97 passa al Giorgione ma a settembre si accasa a Mestre fino al '99. Nell'agosto '99 passa alla Vis Pesaro dove conquista la Serie C1. Poi gioca in varie squadre di Serie C2 (Moncalieri e Biellese) prima di passare al Mantova nel gennaio 2003 in Serie C2. Si rende protagonista della scalata dalla Serie C2 alla Serie B. Con la maglia virgiliana conquista la promozione in Serie C1 nel 2004 e poi quella in Serie B nel 2005; da allora milita sempre con i virgiliani totalizzando 171 presenze e 7 reti in serie B (più 4 presenze in incontri di play-off).
Contribuisce nel campionato 2005-2006 al raggiungimento dei play-off dei virgiliani. Disputa tutte le partite per la promozione in Serie A, con il salto di categoria sfumato in finale a vantaggio del Torino.
Dopo l'estromissione del Mantova dal calcio professionistico avvenuta nell'estate 2010, Spinale rimane nella nuova società mantovana che riparte dalla Serie D di cui è il capitano e che dopo un solo anno vince il campionato facendo ritorno fra i professionisti.
Il 30 giugno 2014 Spinale conclude il contratto con il Mantova dopo ben 12 anni e collezionando 375 presenze con la maglia del Mantova, entrando di diritto nella storia del calcio mantovano con maggior presenze.
Nell'estate 2014 Spinale firma con il Villafranca Veronese dove disputa 48 gare e segna una rete, contribuendo alla salvezza dei blaugrana in Serie D.
Dopo una breve esperienza in Eccellenza Lombarda con la maglia del Darfo Boario la stagione seguente, dove la formazione bresciana ottiene la promozione nella massima serie dilettantistica, decide di appendere gli scarpini al chiodo e di iniziare la carriera da allenatore venendo ingaggiato dal Legnago sempre in Serie D.
Nel luglio 2019 accetta l'offerta della Virtus Verona e diventa il viceallenatore del club ripescato in Serie C.
L'anno successivo torna in Serie D accettando la guida dell'Arzignano Valchiampo venendo esonerato a stagione in corso. Per la stagione 2021-2022 siede sulla panchina della formazione veronese del Vigasio militante nel campionato di Eccellenza. Il 4 ottobre 2022 , dopo la sconfitta in casa della capolista Albignasego e con la vetta lontana 6 punti, viene esonerato.
Grazie alla nuova legge, che permette agli allenatori dilettanti esonerati prima del 30 novembre di accasarsi in una nuova società e in un diverso girone dalla squadra dalla quale si è stati licenziati, torna in panchina il 22 novembre seguente subentrando a Filippo Damini alla guida del Villafranca Veronese, in Serie D. La sua squadra retrocede ai play-out contro il Montecchio. Confermato per la stagione successiva nel campionato di Eccellenza Veneto, viene esonerato a Ottobre 2023.

## Riconoscimenti
Il 9 ottobre 2015 viene premiato dal Mantua Club Dal Platan ed entra nella Hall of Fame del Mantova Calcio.

## Statistiche

### Statistiche da allenatore
Statistiche aggiornate al 1º maggio 2023.
| Stagione                    | Squadra                     | Campionato                  | Campionato | Campionato | Campionato | Campionato | Coppe nazionali | Coppe nazionali | Coppe nazionali | Coppe nazionali | Coppe nazionali | Coppe continentali | Coppe continentali | Coppe continentali | Coppe continentali | Coppe continentali | Altre coppe | Altre coppe | Altre coppe | Altre coppe | Altre coppe | Totale | Totale | Totale | Totale | % Vittorie |
| Stagione                    | Squadra                     | Comp                        | G          | V          | N          | P          | Comp            | G               | V               | N               | P               | Comp               | G                  | V                  | N                  | P                  | Comp        | G           | V           | N           | P           | G      | V      | N      | P      | %          |
| --------------------------- | --------------------------- | --------------------------- | ---------- | ---------- | ---------- | ---------- | --------------- | --------------- | --------------- | --------------- | --------------- | ------------------ | ------------------ | ------------------ | ------------------ | ------------------ | ----------- | ----------- | ----------- | ----------- | ----------- | ------ | ------ | ------ | ------ | ---------- |
| 2017-2018                   | Legnago                     | D                           | 34         | 13         | 10         | 11         | CI-D            | 4               | 2               | 1               | 1               | -                  | -                  | -                  | -                  | -                  | -           | -           | -           | -           | -           | 38     | 15     | 11     | 12     | 39,47      |
| lug.-ott. 2018              | Legnago                     | D                           | 6          | 0          | 3          | 3          | CI-D            | 3               | 0               | 2               | 1               | -                  | -                  | -                  | -                  | -                  | -           | -           | -           | -           | -           | 9      | 0      | 5      | 4      | &0,00      |
| Totale Legnago              | Totale Legnago              | Totale Legnago              | 40         | 13         | 13         | 14         |                 | 7               | 2               | 3               | 2               |                    | -                  | -                  | -                  | -                  |             | -           | -           | -           | -           | 47     | 15     | 16     | 16     | 31,91      |
| lug.-ott. 2020              | Arzignano Valchiampo        | D                           | 6          | 0          | 2          | 4          | -               | -               | -               | -               | -               | -                  | -                  | -                  | -                  | -                  | -           | -           | -           | -           | -           | 6      | 0      | 2      | 4      | &0,00      |
| 2021-2022                   | Vigasio                     | Ecc.                        | 26         | 18         | 5          | 3          | CI-Ecc.         | 5               | 2               | 2               | 1               | -                  | -                  | -                  | -                  | -                  | -           | -           | -           | -           | -           | 31     | 20     | 7      | 4      | 64,52      |
| lug.-ott. 2022              | Vigasio                     | Ecc.                        | 4          | 1          | 2          | 1          | CI-Ecc.         | 3               | 2               | 1               | 0               | -                  | -                  | -                  | -                  | -                  | -           | -           | -           | -           | -           | 7      | 3      | 3      | 1      | 42,86      |
| Totale Vigasio              | Totale Vigasio              | Totale Vigasio              | 30         | 19         | 7          | 4          |                 | 8               | 4               | 3               | 1               |                    | -                  | -                  | -                  | -                  |             | -           | -           | -           | -           | 38     | 23     | 10     | 5      | 60,53      |
| nov. 2022-2023              | Villafranca Veronese        | D                           | 22+1       | 5          | 7          | 11         | CI-D            | -               | -               | -               | -               | -                  | -                  | -                  | -                  | -                  | -           | -           | -           | -           | -           | 23     | 5      | 7      | 11     | 21,74      |
| lug.-ott. 2023              | Villafranca Veronese        | Ecc.                        | 4          | 0          | 2          | 2          | CI-Ecc.         | 3               | 2               | 1               | 0               | -                  | -                  | -                  | -                  | -                  | -           | -           | -           | -           | -           | 7      | 2      | 3      | 2      | 28,57      |
| Totale Villafranca Veronese | Totale Villafranca Veronese | Totale Villafranca Veronese | 27         | 5          | 9          | 13         |                 | 3               | 2               | 1               | 0               |                    | -                  | -                  | -                  | -                  |             | -           | -           | -           | -           | 30     | 7      | 10     | 13     | 23,33      |
| Totale carriera             | Totale carriera             | Totale carriera             | 103        | 37         | 31         | 35         |                 | 18              | 8               | 7               | 3               |                    | -                  | -                  | -                  | -                  |             | -           | -           | -           | -           | 121    | 45     | 38     | 38     | 37,19      |

## Palmarès

### Giocatore

#### Competizioni nazionali
Campionato italiano di Serie C2: 1
Vis Pesaro:1999-2000
- Campionato italiano di Serie C2: 1

Mantova: 2003-2004
Campionato italiano di Serie C1: 1
Mantova: 2004-2005
Campionato italiano di Serie D: 1
Mantova: 2010-2011

### Allenatore

#### Competizioni regionali
- Coppa Italia Dilettanti Veneto: 1

Villafranca Veronese: 2023-2024